# Roger Nicolas
Pour les articles homonymes, voir Nicolas.
 (août 2009).
Si vous disposez d'ouvrages ou d'articles de référence ou si vous connaissez des sites web de qualité traitant du thème abordé ici, merci de compléter l'article en donnant les références utiles à sa vérifiabilité et en les liant à la section « Notes et références ».
Roger Nicolas, né le 16 janvier 1919 à Toul et mort le 17 août 1977 à Saint-Maur-des-Fossés, est un humoriste français.

## Biographie
Roger Nicolas, né Roger-Henry-Eugène Nicolas, naît à Toul en 1919 d'un père employé au chemin de fer, sa jeunesse se déroule à Ozoir-la-Ferrière, en Seine-et-Marne, où son père est chef de gare ; ses prédispositions comiques le font déjà apprécier de ses camarades d'école.
Quand on lui demandait comment pouvait émaner de lui une telle joie de vivre, il cessait de rire et disait : « Je reviens d'entre les morts. Alors, j'ai su apprécier à partir de ce moment ce qu'était le sens de la vie. Il faut savoir rire, et surtout, il faut savoir vivre… » En effet, agent de l'Intelligence Service, il aurait dû être fusillé le 23 janvier 1943. Mais l'officier chargé de conduire le peloton d'exécution avait été soudoyé, et avait chargé des balles à blanc. Néanmoins étourdi par le choc pendant quelques heures, il se relèvera et gardera une bonne humeur constante. Il avait une telle réputation de « baratineur » que peu de gens croyaient à cette version des faits.
Après la guerre, il devient chansonnier à temps complet ; il commençait toujours ses histoires par le célèbre « Écoute, écoute, écoute… ».
Le 18 mars 1949, il joue avec Jackie Rollin — Jackie Sardou — dans la pièce Baratin et fêtera sa millième représentation au théâtre de l'Européen en 1952, avec reprise à Bobino en octobre de la même année ; deuxième millième pour Mon p'tit pote, opérette commencée en 1954, le 22 septembre, avec Éliane Thibault, Cora Camoin, René Bourdon, Christian Selva, Georgé, Francis Boyer, Mona Monick, Colette Monroy, Dominique Chantel, Huguette Duval… Le théâtre L'Européen est son théâtre de prédilection.
Après ces succès considérables, il enchaînera une tournée le 30 janvier 1958 avec la même opérette ; Alice Tissot et Raoul Delfosse l'accompagnent. Cette tournée sera interrompue à Marseille. Mon p'tit pote reprendra en septembre 1958 à Bobino pour un mois. Les musiciens engagés plusieurs années dans l'orchestre de Jo Ricotta, pianiste (accompagnateur attitré de Roger Nicolas) n'étaient autres que Michel Plasson, batteur (avant qu'il n'entame une carrière de chef d'orchestre au Capitole de Toulouse), et le hautboïste Jacques Chambon (avant qu'il ne devienne professeur au CNSM de Lyon et titulaire — hautbois solo — à l'Orchestre de Paris).
Roger Nicolas reviendra à l'Européen pour plusieurs pièces : Bidule en 1959, À toi de jouer en 1961, Seuls les tilleuls mentent avec Pierre Doris en 1969, Flash en 1971. Au cours de l'année 1961, Roger Nicolas parcourt les routes avec le cirque Pinder - ORTF mais, tout comme lui, les vedettes qui se sont succédé n'ont pas la même audience que Luis Mariano, leur prédécesseur, ténor adulé du grand public et grand ami de Roger Nicolas. En 1964, le théâtre des Nouveautés l'accueille avec Mon ami le cambrioleur. En 1968, c'est le théâtre des Variétés pour S.O.6, Flash en 1971 et En Avant ... Toute ! en 1972. Par la suite, pratiquement aveugle, Roger Nicolas racontera toujours ses histoires sur scène jusqu'à son dernier jour, à Biarritz. Il aura été au générique de nombreux films comiques.
Roger Nicolas souffrait d'hyperlipémie et était devenu presque aveugle. Le 11 août 1977, il se trouvait à Biarritz lorsqu'il fut pris de suffocation à la sortie d'un café-théâtre, il est transporté dans une clinique où il doit y subir une trachéotomie qui lui fait perdre la voix ; puis il est transporté à l'institut Gustave-Roussy de Villejuif le 15 août. Sa femme, le sachant perdu, le fait ramener à son domicile à Saint-Maur-des-Fossés dans la nuit du 16 au 17 août où il décède quelques heures après. Sa mort à 58 ans est passée pratiquement inaperçue car elle a eu lieu en plein été, le lendemain de celle d'Elvis Presley.
Ses obsèques ont lieu à La Varenne Saint-Hilaire le 20 août 1977. Il est enterré à Ozoir-la-Ferrière (Seine-et-Marne), auprès de ses parents, dans le cimetière communal.
« Il y avait peu de monde à son enterrement » (Jack Ledru à J.-P. Duval).
La place de la gare porte son nom.

## Filmographie

### Cinéma
- 1930 : Moustique fait ses malles, film muet
- 1942 : Sirius symphonies, court métrage de Jean Devaivre
- 1942 : Dans le mouvement, court métrage de Louis Devaivre
- 1946 : Je cherche un petit appartement, court métrage de Louis Devaivre
- 1946 : Je te serai fidèle, court métrage de Louis Devaivre
- 1946 : Quand allons-nous nous marier ?, court métrage de Louis Devaivre
- 1946 : Rêver, court métrage de Louis Devaivre
- 1946 : Symphonies, court métrage de Louis Devaivre
- 1949 : Ma tante d'Honfleur de René Jayet : Charles
- 1950 : Le Roi du bla bla bla de Maurice Labro : Prosper Bourrache
- 1951 : Jamais deux sans trois d'André Berthomieu : Bernard, Camille et Henri Benoît
- 1952 : Le Dernier Robin des Bois d'André Berthomieu : Ludovic Dubois
- 1953 : Mourez, nous ferons le reste de Christian Stengel : Ulysse Sylvain
- 1955 : Quatre jours à Paris d'André Berthomieu : Nicolas
- 1956 : Baratin de Jean Stelli : Roger Brissac
- 1961 : L'Art culinaire à travers les âges, court métrage de Jean-Marie Isnard
- 1962 : Le Diable et les Dix Commandements  de Julien Duvivier, sketch Luxurieux point ne seras : Paulo, le mari de Tania/Mauricette
- 1969 : Aux frais de la princesse de Roland Quignon : Spartaquès
- 1970 : Clodo de Georges Clair : Doudou
- 1973 : Le Grand cordon de Claude-Yvon Leduc : Pierre-Émile Bobin / Émile-Pierre Bobin.

### Télévision
- 1967 : Au théâtre ce soir : Mon bébé de Maurice Hennequin d'après Baby Mine de Margaret Mayo, mise en scène Jacques-Henri Duval, réalisation Pierre Sabbagh, théâtre Marigny.

## Théâtre
- 1946 : Nouveaux Sourires de France, revue de Jean Valmy, théâtre Alhambra
- 1948 : Baratin, musique d'Henri Betti, théâtre de l'Européen
- 1953 : Mon p'tit pote, musique de Jack Ledru, Marc Cab et Jean Valmy, mise en scène Jacques-Henri Duval, théâtre de l'Européen
- 1958 : Mon p'tit pote, musique de Jack Ledru, Marc Cab et Jean Valmy, mise en scène Jacques-Henri Duval, Bobino, théâtre des Célestins, après une tournée d'Amiens à Marseille.
- 1959 : Bidule, musique de Jack Ledru, théâtre de l'Européen
- 1961 : À toi de jouer, musique de Jack Ledru, sur la scène du cirque Pinder - ORTF, en tournée
- 1964 : Mon ami le cambrioleur d'André Haguet, mise en scène Jean-Paul Cisife, théâtre des Nouveautés
- 1968 : S.O.6, mise en scène Max Revol, théâtre des Variétés
- 1969 : Seuls, les Tilleuls mentent avec Arlette Didier, théâtre de l'Européen
- 1971 : Flash, théâtre de l'Européen
- 1972 : En avant... toute ! de Michel André, mise en scène Michel Roux, théâtre Édouard VII.

## Publications
- Mes histoires, par Roger Nicolas avec des illustrations de l'auteur, éditions Les Deux sirènes, Paris, 1947.
- Mes nouvelles histoires, par Roger Nicolas, éditions Sfelt, Paris, 1950.
- Blagues à part. Nouvelles histoires et fables, par Roger Nicolas, éditions Amiot-Dumont, Paris, 1952.
- Monsieur le clochard, roman par Roger Nicolas, éditions André Martel, Paris, 1952.
- Séducteur malgré lui, roman par Roger Nicolas, éditions André Martel, Paris, 1953.
- Écoute mon pote !, par Roger Nicolas, éditions Paul Beucher, Paris, 1953.
- Pochades. Le connaissiez-vous sous ce jour-là ?, par Roger Nicolas, éditions Paul Beucher, Paris.
- C'est pour rire ! Les histoires les plus drôles de Roger Nicolas, éditions Paul Beucher, Paris, 1960.
- Écoute, écoute... 15 ans dans les prisons de Castille, par Roger Nicolas avec des illustrations de l'auteur, éditions Flammarion, Paris, 1963.